# 落合勝信
落合 勝信（おちあい かつのぶ、生没年不詳）は、江戸時代中期の武士。赤穂藩主浅野長矩の正室阿久里（瑤泉院）の家臣。通称は与左衛門（よざえもん）。
はじめ三次藩浅野家の家臣であった落合は、主君浅野長治に四女阿久里が生まれると、その用人に任命された。その後、三次藩内で歩行頭格などを兼任したが、天和3年（1683年）に阿久里が浅野長矩に嫁ぐと、落合もそれに従って赤穂へ赴き、そのまま赤穂藩浅野家の家臣となった。『赤穂分限帳』（元禄13年頃）には「奥様衆」の欄の筆頭に名が書かれ、「二百石江戸扶持六人」とある。その次の吉田小左衛門が「二十五石五人扶持」となっているから阿久里付き家臣の中では別格だったことが分かる。
元禄14年（1701年）3月14日、浅野長矩が吉良義央に殿中刃傷に及ぶと、阿久里はその日のうちに三次浅野家下屋敷に引き取られ、勝信もそれに従って三次藩に戻った。大石良雄は討ち入り前に赤穂藩から預かっていた金子の使途明細帳と領収書を遥泉院に届けているが、その宛名は「用人・落合与左衛門」となっている。その後も瑤泉院付きの用人として勤仕しており、瑤泉院が三次藩領にもっていた知行1000石も落合与左衛門の名義で領収されている。
正徳4年（1714年）、阿久里が死去し、長矩と同じ高輪泉岳寺に葬られたのち、故郷三次に帰ったらしく、墓が三次浅野家の菩提寺である鳳源寺にある。ほぼ一生を阿久里に尽くした人生であったといえる。享保年間の三次藩侍帳に見られる落合序助（歩行頭200石）は与左衛門勝信の嗣子と見られる。

## 著作
赤穂事件の重要資料のひとつである『江赤見聞記』は勝信の日記と見られている。大石良雄が遊郭で放蕩したのは策略などではなく、貪欲な女好きによるものだとして、「内蔵助事、全活気成生付故、於京都遊山見物等之事に付、不宜行跡も有之、金銀等もおしまず遣捨申候。」と批判している。